# Teresa Mossor-Pietraszewska
Teresa Maria Mossor-Pietraszewska (ur. 22 kwietnia 1940 w Stanisławowie, zm. 7 października 2022) – polska biolog, biochemik, prof. dr hab.

## Życiorys
W 1962 ukończyła studia biologiczne na Uniwersytecie im. Adama Mickiewicza w Poznaniu. W tym samym roku podjęła pracę w Zakładzie Biochemii UAM. W 1970 obroniła pracę doktorską z zakresu biochemii. W 1988 habilitowała się na podstawie pracy zatytułowanej Malonian w metabolizmie roślin motylkowatych. od 1993 była zatrudniona w Zakładzie Metabolizmu Roślin. W latach 1993–1996 była prodziekanem ds. studenckich Wydziału Biologii UAM. Pracowała na stanowisku profesora nadzwyczajnego w Instytucie Biologii Molekularnej i Biotechnologii na Wydziale Biologii Uniwersytetu im. Adama Mickiewicza w Poznaniu.
Jej mężem był aktor, Sławomir Pietraszewski (1935-2006), małżeństwo zakończyło się rozwodem